# Hasenkofel
De Hasenkofel is een 2572 meter hoge berg in de Ötztaler Alpen in het Italiaanse Zuid-Tirol.
De berg ligt in de Weißkam, ongeveer tweeënhalve kilometer ten zuiden van de grens met Oostenrijk en is bereikbaar vanaf de Kasslerhütte op 2210 meter hoogte. De berg ligt een halve kilometer ten zuiden van de 2861 meter hoge Steinschlagspitze.